# Рафаната
Рафаната је јело од јаја из регије Базиликата у Италији.

## Историја
Рафаната је врста печене фритате која се прави од јаја, рена, кромпира, сира  и маслиновог уља. Типична је за карневал и зимски период. Ово јело је укључено у књигу Џејмија Оливера „Jamie Cooks Italy“, а 2022. године је уврштено на листу традиционалних агро-прехрамбених производа Луканске регије (PAT).
Назив рафаната потиче од речи „рафано“, што значи рен, који је главни састојак овог јела.
Рафаната је руралног порекла и добила је име по рену, који има снажан и зачињен укус. Рен су у Базиликати вероватно увели Нормани у 11. веку, а у луканској кухињи био је важан због своје приступачности и хранљивих својстава. Често се назива „тартуф сиромашних“. Рафаната се традиционално припрема за време карневала, од прославе Светог Антонија (17. јануара) до покладног уторка.